# Beuvry-la-Forêt
 Beuvry-la-Forêt  es una población y comuna francesa, en la región de Norte-Paso de Calais, departamento de Norte, en el distrito de Douai y cantón de Orchies.

## Demografía
| 1814 | 1804 | 1869 | 2175 | 2337 | 2762 |
| Para los censos de 1962 a 1999 la población legal corresponde a la población sin duplicidades (Fuente: INSEE [Consultar]) |      |      |      |      |      |